# Grand Prix Velké Británie 2024
Grand Prix Velké Británie 2024 (oficiálně Formula 1 Qatar Airways British Grand Prix 2024) se jela na okruhu Silverstone ve Velké Británii dne 7. července 2024. Závod byl dvanáctým v pořadí v sezóně 2024 šampionátu Formule 1.
Závod vyhrál Lewis Hamilton, pro kterého to bylo první vítězství od Grand Prix Saúdské Arábie 2021 a jeho deváté vítězství v Grand Prix Velké Británie, čímž překonal rekord v počtu vítězství na jedné trati.

## Kvalifikace
Kvalifikace se uskutečnila 6. července 2024 v 15:00 místního času (UTC+1).
| Poř.                        | Č. | Jezdec           | Konstruktér                  | Časy v kvalifikaci | Časy v kvalifikaci | Časy v kvalifikaci | Pořadí na startu |
| Poř.                        | Č. | Jezdec           | Konstruktér                  | Q1                 | Q2                 | Q3                 | Pořadí na startu |
| --------------------------- | -- | ---------------- | ---------------------------- | ------------------ | ------------------ | ------------------ | ---------------- |
| 1                           | 63 | George Russell   | Mercedes                     | 1:30.106           | 1:26.723           | 1:25.819           | 1                |
| 2                           | 44 | Lewis Hamilton   | Mercedes                     | 1:29.547           | 1:26.770           | 1:25.990           | 2                |
| 3                           | 4  | Lando Norris     | McLaren-Mercedes             | 1:31.596           | 1:26.559           | 1:26.030           | 3                |
| 4                           | 1  | Max Verstappen   | Red Bull Racing-Honda RBPT   | 1:31.342           | 1:26.796           | 1:26.203           | 4                |
| 5                           | 81 | Oscar Piastri    | McLaren-Mercedes             | 1:30.895           | 1:26.733           | 1:26.237           | 5                |
| 6                           | 27 | Nico Hülkenberg  | Haas-Ferrari                 | 1:31.929           | 1:26.847           | 1:26.338           | 6                |
| 7                           | 55 | Carlos Sainz Jr. | Ferrari                      | 1:30.557           | 1:26.843           | 1:26.509           | 7                |
| 8                           | 18 | Lance Stroll     | Aston Martin Aramco-Mercedes | 1:31.410           | 1:26.938           | 1:26.585           | 8                |
| 9                           | 23 | Alexander Albon  | Williams-Mercedes            | 1:31.135           | 1:26.933           | 1:26.640           | 9                |
| 10                          | 14 | Fernando Alonso  | Aston Martin Aramco-Mercedes | 1:31.264           | 1:26.730           | 1:26.917           | 10               |
| 11                          | 16 | Charles Leclerc  | Ferrari                      | 1:30.496           | 1:27.097           |                    | 11               |
| 12                          | 2  | Logan Sargeant   | Williams-Mercedes            | 1:31.608           | 1:27.175           |                    | 12               |
| 13                          | 22 | Júki Cunoda      | RB-Honda RBPT                | 1:30.994           | 1:27.269           |                    | 13               |
| 14                          | 24 | Čou Kuan-jü      | Kick Sauber-Ferrari          | 1:31.190           | 1:27.867           |                    | 14               |
| 15                          | 3  | Daniel Ricciardo | RB-Honda RBPT                | 1:31.291           | 1:27.949           |                    | 15               |
| 16                          | 77 | Valtteri Bottas  | Kick Sauber-Ferrari          | 1:32.431           |                    |                    | 16               |
| 17                          | 20 | Kevin Magnussen  | Haas-Ferrari                 | 1:32.905           |                    |                    | 17               |
| 18                          | 31 | Esteban Ocon     | Alpine-Renault               | 1:34.557           |                    |                    | 18               |
| 19                          | 11 | Sergio Pérez     | Red Bull Racing-Honda RBPT   | 1:38.348           |                    |                    | PL               |
| 20                          | 10 | Pierre Gasly     | Alpine-Renault               | 1:39.804           |                    |                    | 19               |
| 107 % času vítěze: 1:35.815 |    |                  |                              |                    |                    |                    |                  |
| Zdroj:                      |    |                  |                              |                    |                    |                    |                  |

Poznámky
1. ↑  Sergio Pérez se kvalifikoval jako 19., musel ale odstartovat z pit lane, jelikož vyměnil části pohonné jednotky během parc fermé.
2. ↑  Pierre Gasly musel odstartovat z konce startovního pole pro překročení maximálního možného počtu prvků pohonné jednotky.
3. ↑  Jelikož se kvalifikace konala na mokré trati, nebylo pravidlo 107 % vymáháno.

## Závod
Závod se uskutečnil 7. července 2024 v 15:00 místního času (UTC+1).
| Poř.                                                                | No. | Jezdec           | Konstruktér                  | Počet kol | Čas/Odstoupení | Start | Body |
| ------------------------------------------------------------------- | --- | ---------------- | ---------------------------- | --------- | -------------- | ----- | ---- |
| 1                                                                   | 44  | Lewis Hamilton   | Mercedes                     | 52        | 1:22:27.059    | 2     | 25   |
| 2                                                                   | 1   | Max Verstappen   | Red Bull Racing-Honda RBPT   | 52        | +1.465         | 4     | 18   |
| 3                                                                   | 4   | Lando Norris     | McLaren-Mercedes             | 52        | +7.547         | 3     | 15   |
| 4                                                                   | 81  | Oscar Piastri    | McLaren-Mercedes             | 52        | +12.429        | 5     | 12   |
| 5                                                                   | 55  | Carlos Sainz Jr. | Ferrari                      | 52        | +47.318        | 7     | 11   |
| 6                                                                   | 27  | Nico Hülkenberg  | Haas-Ferrari                 | 52        | +55.722        | 6     | 8    |
| 7                                                                   | 18  | Lance Stroll     | Aston Martin Aramco-Mercedes | 52        | +56.569        | 8     | 6    |
| 8                                                                   | 14  | Fernando Alonso  | Aston Martin Aramco-Mercedes | 52        | +1:03.577      | 10    | 4    |
| 9                                                                   | 23  | Alexander Albon  | Williams-Mercedes            | 52        | +1:08.387      | 9     | 2    |
| 10                                                                  | 22  | Júki Cunoda      | RB-Honda RBPT                | 52        | +1:19.303      | 13    | 1    |
| 11                                                                  | 2   | Logan Sargeant   | Williams-Mercedes            | 52        | +1:28.960      | 12    |      |
| 12                                                                  | 20  | Kevin Magnussen  | Haas-Ferrari                 | 52        | +1:30.153      | 17    |      |
| 13                                                                  | 3   | Daniel Ricciardo | RB-Honda RBPT                | 51        | +1 kolo        | 15    |      |
| 14                                                                  | 16  | Charles Leclerc  | Ferrari                      | 51        | +1 kolo        | 11    |      |
| 15                                                                  | 77  | Valtteri Bottas  | Kick Sauber-Ferrari          | 51        | +1 kolo        | 16    |      |
| 16                                                                  | 31  | Esteban Ocon     | Alpine-Renault               | 50        | +2 kola        | 18    |      |
| 17                                                                  | 11  | Sergio Pérez     | Red Bull Racing-Honda RBPT   | 50        | +2 kola        | PL    |      |
| 18                                                                  | 24  | Čou Kuan-jü      | Kick Sauber-Ferrari          | 50        | +2 kola        | 14    |      |
| Ret                                                                 | 63  | George Russell   | Mercedes                     | 33        | Vodní systém   | 1     |      |
| DNS                                                                 | 10  | Pierre Gasly     | Alpine-Renault               | 0         | Převodovka     | –     |      |
| Nejrychlejší kolo: Carlos Sainz Jr. (Ferrari) – 1:28.293 (52. kolo) |     |                  |                              |           |                |       |      |
| Zdroj:                                                              |     |                  |                              |           |                |       |      |

Poznámky
1. ↑  Včetně bodu za nejrychlejší kolo.
2. ↑  Pierre Gasly do závodu neodstartoval z důvodu problému s převodovkou.

## Průběžné pořadí po závodě
|        | Pořadí | Jezdec           | Body |
| ------ | ------ | ---------------- | ---- |
|        | 1      | Max Verstappen   | 255  |
|        | 2      | Lando Norris     | 171  |
|        | 3      | Charles Leclerc  | 150  |
|        | 4      | Carlos Sainz Jr. | 146  |
| 1      | 5      | Oscar Piastri    | 124  |
| Zdroj: |        |                  |      |

|        | Pořadí | Konstruktér                  | Body |
| ------ | ------ | ---------------------------- | ---- |
|        | 1      | Red Bull Racing-Honda RBPT   | 373  |
|        | 2      | Ferrari                      | 302  |
|        | 3      | McLaren-Mercedes             | 295  |
|        | 4      | Mercedes                     | 221  |
|        | 5      | Aston Martin Aramco-Mercedes | 68   |
| Zdroj: |        |                              |      |